# صالح النشوان
صالح النشوان: بودكاستر سعودي، مؤسس بودكاست هاتريك  المختص بكرة القدم الأوروبية، و أيضا معلق رياضي سابق في قنوات الشوتايم.